# Otto Flake

Otto Flake

Otto Flake (Metz, 29 de outubro de 1880 – Baden-Baden, 10 de novembro de 1963) foi um historiador e escritor alemão.

## Biografia
Cursou o ensino médio em Colmar e depois o superior em Estrasburgo Língua Alemã, Filosofia e História da Arte. Seu primeiro trabalho foi em Paris e Berlim, onde foi colaborador regular do jornal Neue Rundschau, sendo um dos autores mais lidos durante a República de Weimar. Nesta época realizou muitas viagens, que publicou em coletânea em 1917.
Durante a Primeira Guerra Mundial Flake trabalhou na administração civil, em Bruxelas. No começo de 1918 transferiu-se para o Deutsche Allgemeine Zeitung, como diretor, por breve período. Contrário à guerra, estabeleceu-se em Zurique, onde juntou-se ao círculo dos dadaístas. A partir de 1928 mudou-se com a família para Baden-Baden.
Escreveu sobre ele Tucholsky que era um dos maiores ensaístas alemães, ao lado de Heinrich Mann, e Stefan Zweig teceu-lhe elogios. 
Em 1933 Flake foi o 22º subscritor das 88 cartas de apresentação e lealdade a Adolf Hitler, na Gelöbnis treuester Gefolgschaft, na qual pediu apoio para seu editor Samuel Fischer (que figurava, no anais do nazismo, como judeu). O próprio Flake, na terminologia nazi, era um "Halbjüdin", ou meio-judeu e com aquele gesto imaginava colocar-se em proteção. Por essa assinatura recebeu duras críticas, dentre outros, de Thomas Mann, Bertolt Brecht e Alfred Döblin.
Após a II Guerra Flake foi nomeado pelas forças de ocupação francesas como membro do Conselho de Cultura, em Baden-Baden, responsável pela realização de exposições e palestras. Como natural da Lorena, fez campanha pela reconciliação entre alemães e franceses. Sua última obra foi escrita em 1945.  
Foi casado cinco vezes com quatro esposas (casou-se duas vezes com a mãe de sua filha Eva Maria). Sua obra Das Ende der Revolution (1920) foi indexada como proscrita na extinta República Democrática Alemã.